# Deutz
Pour les articles homonymes, voir Deutz (homonymie).
Deutz (latin Divitia et depuis le Xe siècle Tuitium) est une ancienne ville d'Allemagne incorporée à Cologne en 1888. Elle est composée d'environ 16 000 habitants.

## Géographie
Deutz se situe sur la rive droite du Rhin, qui la limite donc à l'ouest. Elle partage des frontières avec les quartiers de Kalk et Humboldt/Gremberg à l'est, de Poll au sud et de Mülheim au nord. Sur le plan administratif et politique, Deutz est rattaché au secteur (Stadtbezirk) Innenstadt (Centre-Ville) depuis 1954.

## Histoire

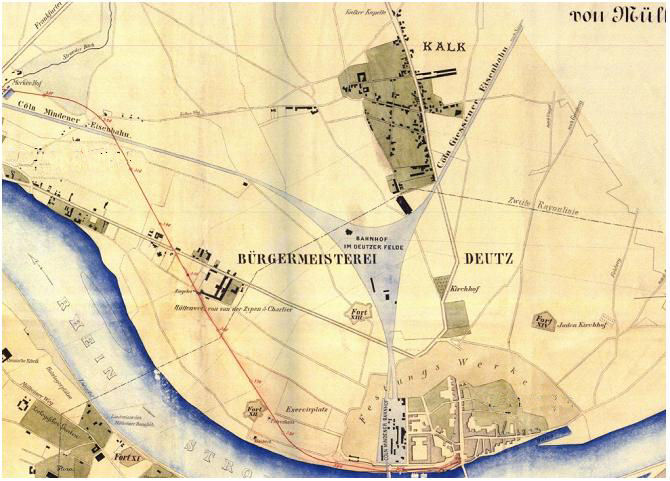
Les fortifications prussiennes de Deutz en 1870. Sous le Reich allemand, les forts "von Biehler" sont érigés en grand nombre en 1873 par Hans Alexis von Biehler, ainsi que la forteresse de ceinture de Cologne.

En 310, les Romains construisent un pont sur le Rhin afin de pouvoir ravitailler les troupes confrontées aux soulèvements germaniques devenus de plus en plus communs. Le pont facilite également les liens commerciaux avec les Germains. Afin de protéger le pont, un fortin (Castellum Divitia (de)) est érigé sur la rive droite du fleuve. Le pont est détruit environ 100 ans plus tard et il faudra attendre quatorze siècles avant qu'un nouveau pont soit jeté sur le Rhin à la hauteur de Cologne.
En 1003, l'archevêque Herbert de Cologne transforme le fort en monastère bénédictin, qui prend le nom d'abbaye de Deutz. L'archevêque Henri Ier de Cologne (en) élève Deutz au rang de ville en 1230, dont le contrôle sera longtemps disputé par la ville de Cologne, l'Électorat de Cologne et le duché de Berg. Entre 1583 et 1588, au cours de la Guerre de Cologne, la ville sera entièrement détruite. Les fortifications seront rasées en 1678 après la signature du traité de Nimègue. Ce n'est qu'en 1816 que les Prussiens rebâtiront la place forte, dont les contours se reflètent dans le réseau de circulation actuel. Sur le bord du Rhin, ils installeront une caserne qui servira plus tard au Musée rhénan.
En 1803 Deutz passe à la maison de Nassau-Usingen, en 1806 à Berg, lequel est devenu sous Napoléon Ier un grand-duché et, finalement en 1814, à la Prusse. On érige alors la mairie (Bürgermeisterei) de Deutz, qui fait partie de l'arrondissement (Kreis) de Cologne. La mairie est divisée en deux en 1857, avec d'un côté la ville de Deutz, et de l'autre la mairie de Deutz-Land, qui deviendra Kalk en 1867. Enfin, en 1888, Deutz sera incorporée à la ville de Cologne.
À partir de 1922, sur la rive du Rhin, au nord du Hohenzollernbrücke, les premiers travaux de Koelnmesse débutent.
Le 1er janvier, Deutz est intégré dans le Stadtbezirk du centre-ville.
Le stadtteil est fondé sur un quartier ancien aux rues étroites et aux habitations anciennes.

### Maires de Deutz
| - 1808-1842: Wilhelm Franz Neuhöffer - 1843-1867: Gerhard Schaurte - 1867-1888: Robert Reisch |

## Ponts et transport
Dans les années 1840 Deutz devient, en raison de son emplacement sur la rive droite du Rhin, le terminus de plusieurs chemins de fer dont le principal mène à la gare de Düsseldorf. En 1859, les deux rives sont reliées par le Dombrücke (Pont de la cathédrale). Dans les années 1860, Deutz et son voisin Kalk connaissent une phase d'industrialisation, prenant la relève du centre de Cologne trop à l'étroit. Le Dombrücke est remplacé en 1911 par le Hohenzollernbrücke (Pont des Hohenzollern) et, en 1913, la gare de Deutz prend sa forme actuelle.
Deux autres ponts sur le Rhin suivront, le Deutzer Brücke en 1915, et le Severinsbrücke en 1959 qui, lui, relie Deutz directement au centre de Cologne.

## Industrie et commerce
Deutz joue depuis longtemps un rôle important dans l'économie de Cologne et l'économie régionale de la Rhénanie-du-Nord-Westphalie.
- Deutz AG, société industrielle transnationale productrice de moteurs fondée à Cologne en 1864, située à Deutz de 1869 à 2007.
- koelnmesse, important centre de salons professionnels et de congrès fondé en 1924, le quatrième du monde.
- Lufthansa, compagnie aérienne, siège social.
- Association régionale de Rhénanie (de), Collectivité territoriale de la Rhénanie, siège administratif.

## Personnages d'importance
- Rupert de Deutz, abbé de Deutz.
- August Bebel, homme politique socialiste, né à Deutz en 1840.
- Nikolaus Otto, inventeur et fondateur de la Deutz AG.

## Sites intéressants

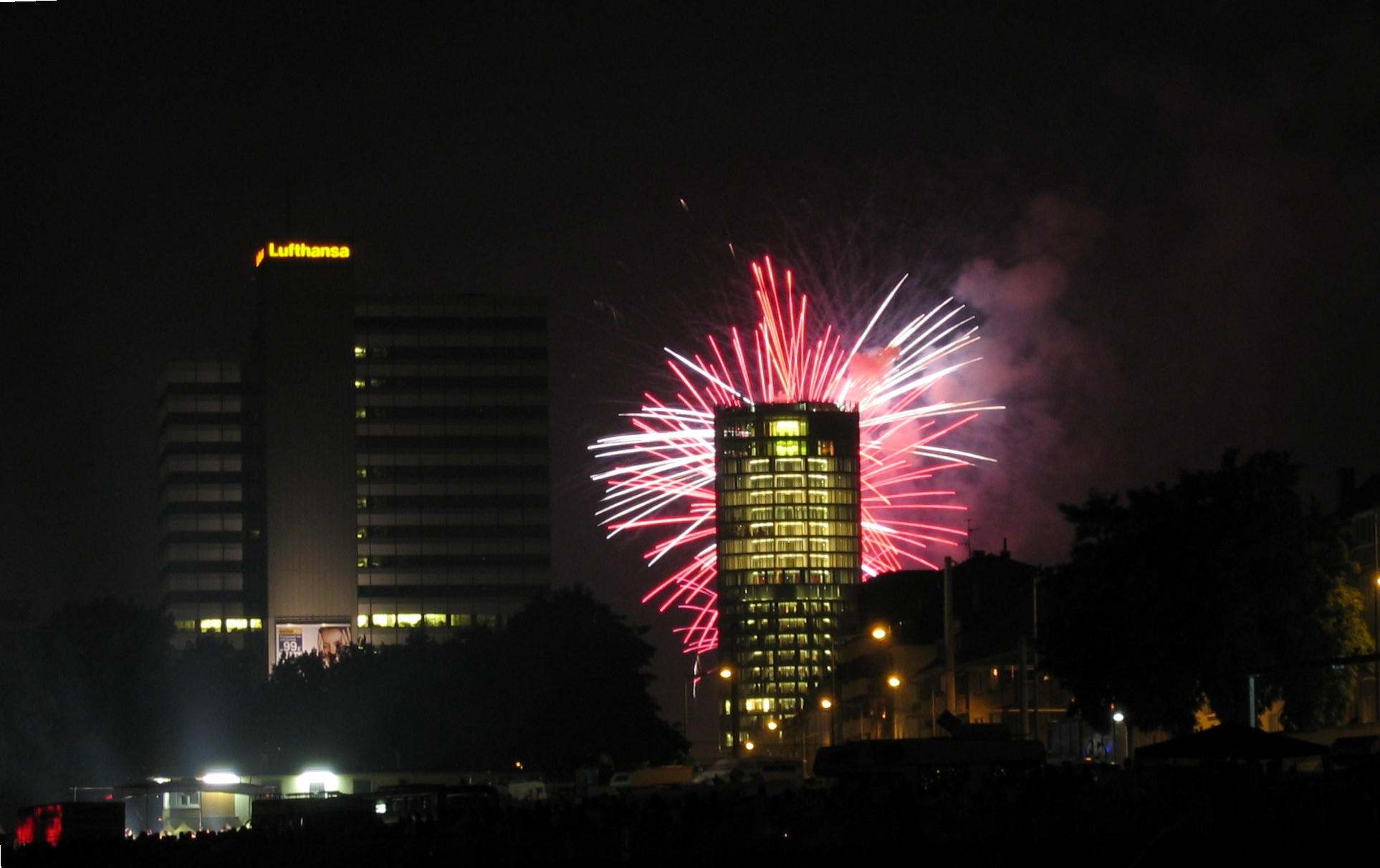
KölnTriangle lors des Kölner Lichter (Fêtes de lumières) en 2006

- Hohenzollernbrücke, pont ferroviaire historique
- Neu St. Heribert, basilique abritant le célèbre reliquaire de saint Héribert de Cologne.
- Deutzer Freiheit, zone commerciale
- Festplatz am Rhein, quai sur la rive droite entre le Deutzer Brücke et le Severinsbrücke
- Rheinpark
- JugendPark, installation jeunesse municipale
- Ingenieurwissenschaftliches Zentrum (IWZ, Centre scientifique de l'ingéniérie) de la Fachhochschule Köln
- Kölnarena, salle omnisports
- KölnTriangle, gratte-ciel avec un observatoire public
- Stadthaus Deutz, l'hôtel de ville technique de Cologne
- Rheinhallen, ancien site du koelnmesse, monument historique